# Henrik Andersen
Henrik Andersen (* 7. Mai 1965 auf Amager) ist ein ehemaliger dänischer Fußballspieler.

## Karriere
Andersen spielte vornehmlich als linker Verteidiger und im linken Mittelfeld. Wie viele dänische Fußballspieler verließ er bereits als junger Spieler Dänemark und spielte von 1982 bis 1990 für den belgischen Verein RSC Anderlecht. Der deutsche Trainer der dänischen Nationalmannschaft Sepp Piontek nominierte ihn für den Kader zur WM 1986 in Mexiko.
Zur Saison 1990/91 kam er zum 1. FC Köln. Für die Kölner spielte er bis zu seinem Karriereende 1998 in 125 Fußball-Bundesliga-Spielen und erzielte fünf Tore. Jedoch war seine Zeit in Köln von zahlreichen Verletzungen und längeren Pausen geprägt. Die schlimmste Verletzung zog er sich bei seinem größten Erfolg als Fußballer zu: Im Halbfinale der EM 1992 in Schweden gegen die Niederlande brach er sich die Kniescheibe und pausierte anschließend monatelang. Seine Mannschaftskollegen wurden im anschließenden Finale gegen Deutschland Europameister. In Kopenhagen wurde die Mannschaft anschließend in einem Autokorso gefeiert und Andersen mit Gipsbein durch die Menge gefahren.

## Erfolge
mit dem RSC Anderlecht:
- Belgischer Meister: 1984/85, 1985/86, 1986/87
- Belgischer Pokalsieger: 1987/88, 1988/89

mit dem 1. FC Köln:
- DFB-Pokalfinalist: 1990/91

mit der Dänischen Fußballnationalmannschaft:
- Europameister: 1992

## Sonstiges
Andersen war als Spielervermittler und Scout beim FC Schalke 04 sowie später RSC Anderlecht tätig.
Als er 1982 nach Belgien zum RSC Anderlecht wechselte, wurde er für viele Jahre im Land sesshaft und blieb sowohl nach seinem Wechsel in die deutsche Bundesliga zum 1. FC Köln als auch nach seinem Karriereende in Belgien. Seit seinem Wechsel zu den Kölnern lebte er in Ostbelgien. Henrik Andersen lebte insgesamt 38 Jahre in Belgien, ehe er nach Dänemark zurückkehrte und sich in Helsingør niederließ.